# Auguste Floor
Auguste Floor (Roesbrugge-Haringe, 13 oktober 1891 - Veurne, 9 juli 1976) was burgemeester van de Belgische stad Veurne van 1947 tot 1952 en notaris.

## Levensloop
Floor was afkomstig uit een politiek actieve familie. Zijn overgrootvader Ferdinand Floor (1792-na 1850) was gemeentesecretaris in Westvleteren en in andere gemeenten in het arrondissement Diksmuide. Hij was getrouwd met Marie-Jeanne Coene (1798-1860), dochter van Johannes Coene, burgemeester van Stavele.
Zijn grootvader, Auguste-Bernard Floor (Krombeke, 1825-1890) was gemeenteontvanger in Proven, Krombeke, Stavele en Westvleteren en gemeentesecretaris van Krombeke, Stavele en Westvleteren. Vanaf 1872 was hij, naast deze functies, ook burgemeester van Krombeke. Van 1860 tot 1864 was hij liberaal provincieraadslid.
Zijn vader Jules-Emile Floor (Krombeke, 1855 - Roesbrugge-Haringe, 1906) was notaris in Roesbrugge van 1884 tot 1904. Van 1887 tot aan zijn dood was hij katholiek provincieraadslid. Zijn oom, Auguste Floor, was notaris in Veurne van 1922 tot 1926. Floor volgde hem op van 1926 tot 1954. 
Hij was in 1921 getrouwd met Lucienne Belpaire (Antwerpen, 1898 - Maarkedal, 1992).
In november 1946 werd hij benoemd tot burgemeester van Veurne en bleef dit ambt gedurende een volle legislatuur uitoefenen.